# Uranotaenia xanthomelaena
Uranotaenia xanthomelaena är en tvåvingeart som beskrevs av Edwards 1925. Uranotaenia xanthomelaena ingår i släktet Uranotaenia och familjen stickmyggor. Inga underarter finns listade i Catalogue of Life.